# ريجنالد هوكينز
ريجنالد هوكينز (بالإنجليزية: Reginald Hawkins) هو ناشط أمريكي، ولد في 1923، وتوفي في 2007.